# Энгельберт II (граф Горицы)
Энгельберт II фон Гёрц (нем. Engelbert II. von Görz; ум. 1 апреля 1191) — немецкий князь из династии Мейнхардинов. Носил титулы маркграфа Истрии, графа Горицы, пфальцграфа Каринтии и фогта Аквилеи.

## Исторические сведения
Вероятно, родился между 1125 и 1030 годом. Сын графа Мейнхарта I и Елизаветы фон Шварценбург.
Уже в 1137 году упоминается как фогт Мильштатта. В 1142 году после смерти отца назначен пфальцграфом Каринтии. В 1150 году наследовал в Горице старшему брату — Генриху II.
Как все Мейнхардины, был приверженцем Штауфенов.

## Семья
Энгельберт II был женат на Адельгейде фон Шайерн-Валлей, дочери графа Оттона I из рода Виттельсбахов. У них было трое детей:
- Энгельберт III (ум.1220), граф Горицы и фогт Мильштатта
- Мейнхард II (ок. 1165 — 1232), граф Горицы и фогт Аквилеи
- Беатриса фон Гёрц, монахиня в Аквилее.